# 道明寺可可亞
道明寺可可亞是一名日本虛擬YouTuber，為虛擬Youtuber的成員之一，其YouTube頻道主要為音樂類型的內容，例如翻唱歌曲。最喜愛的歌手為日本流行歌手LiSA。可可亞小時候就非常熱愛唱歌，後來受到哥哥道明寺晴翔的影響，成為了一名歌手，開始在YouTube上載影片。
道明寺可可亞精通中音域以及高音域，並以其強而有力的女歌聲而出名。
道明寺可可亞影片中的音樂由Wright Flyer Live Entertainment出資，提供VTuber専用音樂標籤「RK Music」的音樂。

## 活動
2018年5月，在Twitter開始活動。
2018年7月24日，在YouTube上載了第一條影片，為翻唱日本流行歌手Lisa的 "Rising Hope"。
2018年7月30日，正式出道。上載了「兄が
Youtuberになりました。」，是現時頻道中的第一條影片。
2018年8月2日，上載了「歌ってみた」影片，是修正版的"Rising Hope"翻唱，並將首段翻唱同一個歌曲的影片下架。
2018年11月21日，正式開放了官方網站。
2019年2月25日，在社交媒體Line上有了自己的貼圖包。
2019年12月，因有個人樂隊要兼顧，最後選擇放棄頻道，在當月9日上載了最後的影片和直播，正式卒業。最後的影片「感謝を込めて」在上載當週成為了該週（12月9日至12月15日）中最多觀看次數的日本虛擬YouTuber影片之一，排名第二，有309381觀看次數（此為當時的記錄）。
卒業後，所有影片仍然保留在頻道上，不會下架。 但其後(2021年9月22日)該公司公告將於同年10月19日關閉舊頻道。
Unlimited 公司表示若可可亞重新投入服務（僱用了另一位聲優成為“中之人”），仍將會創立新的頻道，不會再重新使用舊的頻道。
2020年3月9日，Unlimited 公司表示，全新的道明寺可可亞將於2020年3月13日(五)19:00重新開始投入服務，而其聲優將會由另一位擔任。
2020年3月13日，在新頻道COCOA CHANNEL上載了第一段影片，為翻唱水樹奈奈的"ETERNAL BLAZE"。
2020年4月23日，宣布新COCOA CHANNEL 道明寺可可亞隸屬Riot Music公司。

## 出演

### 電視台
- NHKバーチャルのど自慢 （2019年1月2日、NHK）[18]

### 演出活動
- バーチャルカラオケ～2018・夏～（2018年8月26日、ニコニコ生放送）[19]

- 東京ゲームショウ2018 VTuberライブ配信ステージ（2018年9月23日）[20]

## 外部連結
- YouTube上的道明寺可可亞頻道（新）（日語）
- 道明寺ここあ的X（前Twitter）（新）（日語）